# Passage frontalier de Morses Line
Vous lisez un « bon article » labellisé en 2022.
Le passage frontalier de Morses Line est un poste frontalier à la frontière canado-américaine reliant les municipalités de Saint-Armand, au Québec (Canada), et Franklin, au Vermont (États-Unis). On y accède par la route 235, que ce soit depuis le Vermont ou le Québec.
D'abord constituée en hameau transfrontalier prospère, l'agglomération rurale perd peu à peu de l'importance au fur et à mesure du durcissement des mesures de contrôles. Bien qu'ils soient désormais peu fréquentés, les postes de douane de part et d'autre font l'objet de projets de modernisation dans les années 2010. Le poste douanier américain conserve néanmoins son bâtiment originel, alors que du côté canadien, la guérite est rasée et remplacée par des installations modernes dans un hangar robuste.

## Toponymie
Le nom rappelle J. Morse, tenancier d'un magasin général situé à cheval sur the Line (« la frontière »). Le nom apparaît dans un atlas du comté de Franklin en 1871. 
L'endroit donne son nom à une formation géologique riche en ardoise, le Morses Line Slate.

## Histoire

### Hameau deMorses Line
La frontière entre les provinces de Québec et de New York, alors deux colonies britanniques, est délimitée par des travaux d'arpentage en 1774. La frontière est alors fixée sur papier au 45e parallèle de latitude nord, mais les conditions difficiles du terrain et l'emploi d'instruments rudimentaires entraînent une erreur de 1,5 km par endroits,. L'adhésion du Vermont à la fédération des États-Unis d'Amérique en 1791 entraîne la nécessité de matérialiser la frontière internationale entre le jeune pays et la province britannique du Bas-Canada.

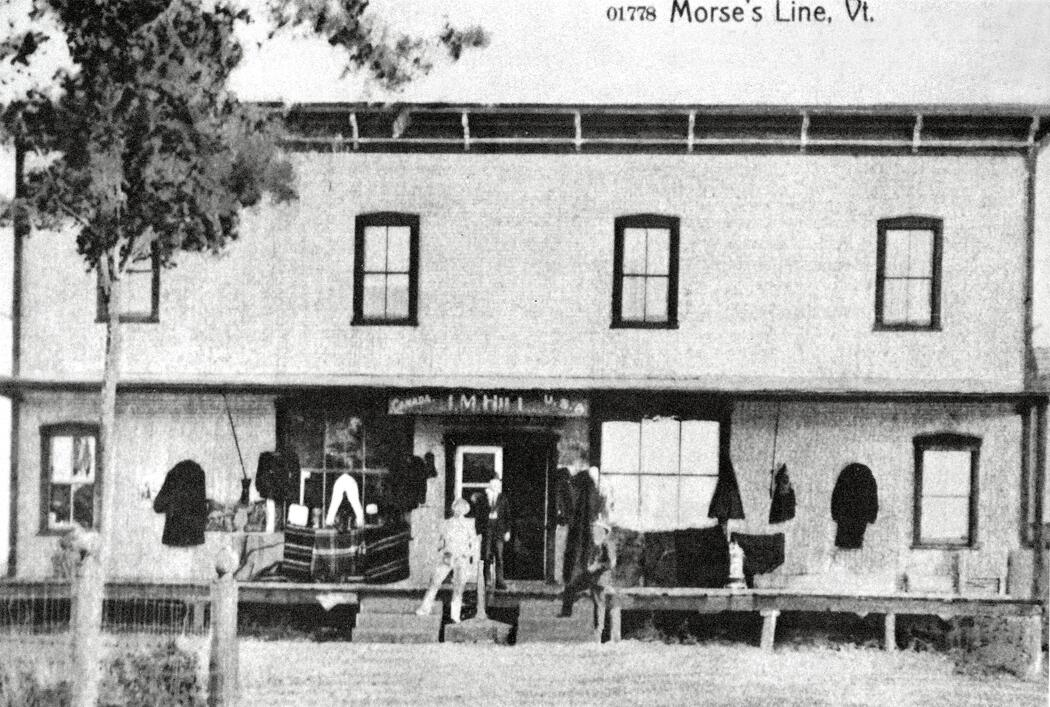
Le magasin général frontalier de J. M. Hill.

Avec une telle incertitude quant à l'emplacement de la frontière, les bâtiments, les fermes et les chemins coupent la ligne, voire sont construits à cheval sur elle — par inadvertance ou à dessein,,. Ainsi, vers 1871, J. Morse construit un magasin général chevauchant la frontière canado-américaine près de la borne-frontière n° 621,.  

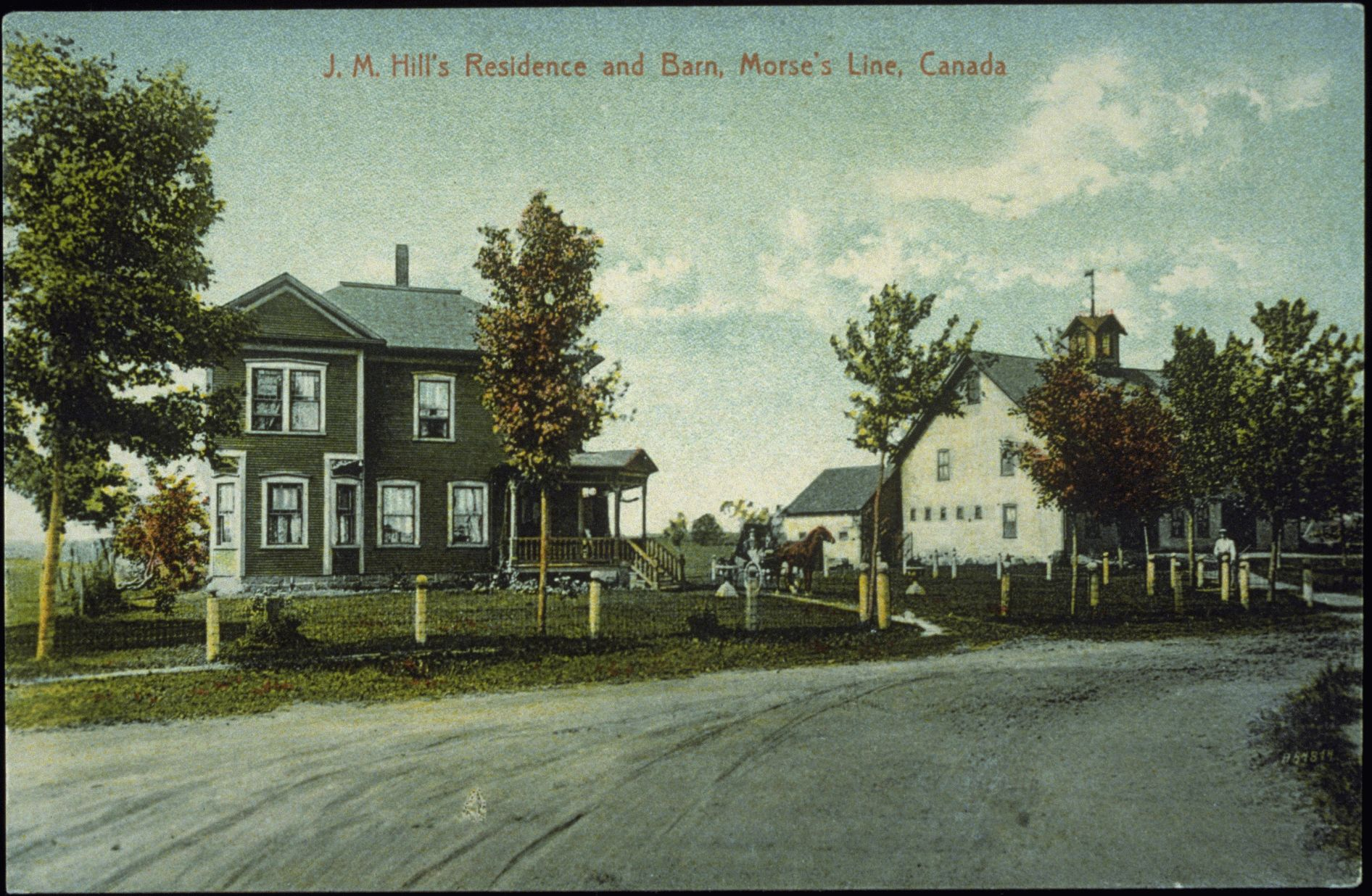
La ferme Hill avec la résidence aux États-Unis et la grange au Canada.

Le magasin est racheté par James Monroe Hill, qui fait bâtir une résidence du côté américain et des bâtiments de ferme du côté canadien. Le magasin est détruit dans un incendie, puis est reconstruit plus grand, accueillant dorénavant un bureau de poste ainsi qu'une station de télégraphe. Le magasin offre des produits et services à une clientèle qui parcourt plusieurs kilomètres pour s'y approvisionner. 
Un hameau nommé Morses Line se forme progressivement autour du magasin et de la ferme Hill. On dénombre plusieurs fermes, un forgeron, un charron, un rucher ainsi qu'un débit de boisson, le Bucket-of-Blood Bar (« bar Seau-de-Sang »). 
En 1922, Hill vend son magasin à Charles Bibeau, qui le tient pendant douze ans. Hill reprend le magasin de Bibeau pour un court moment avant sa mort. La succession de James Hill vend la ferme et le magasin à Lucien Brouillette.

### Établissement de postes frontaliers

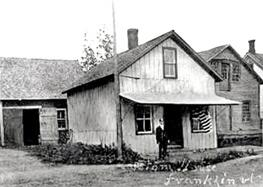
Le poste de douane dans le village de Franklin, avant l'établissement d'un poste frontalier à Morses Line.

Même plus d'un siècle et demi après l'établissement d'une frontière, les échanges demeurent nombreux et fréquents, alors que les habitants des deux côtés partagent des liens familiaux, religieux et économiques,.  
Avant la réorganisation de l'agence américaine des douanes et des frontières en 1913, les points de contrôle n'étaient pas établis systématiquement à même les passages frontaliers, mais dans des villages près de la ligne. C'est le cas du passage de Morses Line : jusqu'en 1935, la guérite de perception des droits de douane se trouve à Franklin, à plusieurs milles au sud de la frontière. La localisation au cœur du village est commode pour les producteurs laitiers et acéricoles des environs, dont le commerce s'effectue depuis et vers Montréal, au Canada. 
Un poste frontalier américain est établi à Morses Line en 1935. Comme la plupart des bureaux douaniers du Vermont de l'époque, l'édifice est construit dans un style pastiche de l'architecture georgienne, et revêtu de brique. Il s'agit néanmoins du plus petit poste bâti à cette époque, conçu pour loger une famille ainsi qu'un bureau d'une superficie 150 pieds carrés (14 m2). 

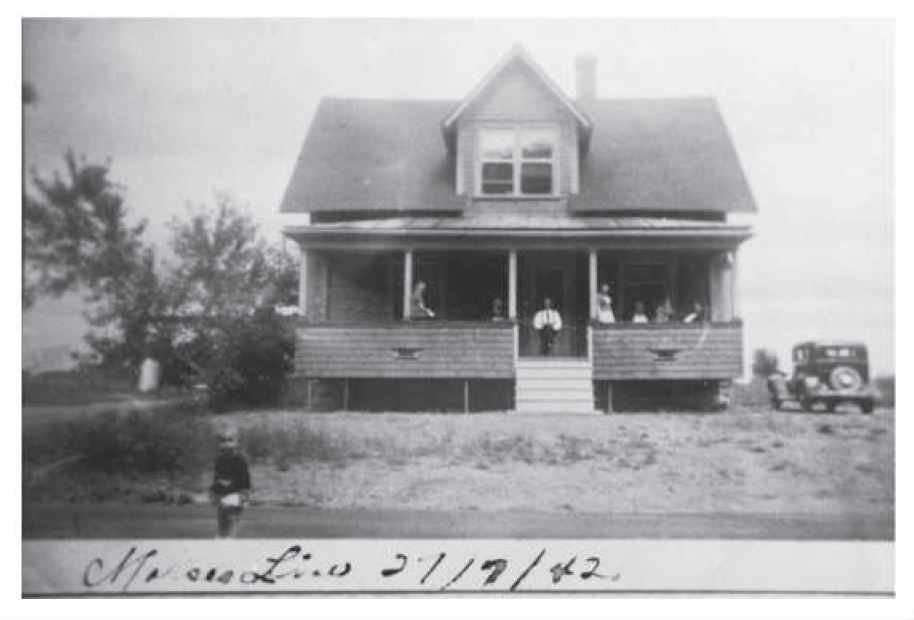
La maison des ouvriers de la ferme Hill, déplacée une première fois en 1942.

Du côté canadien, c'est en 1952 qu'est établi le poste frontalier de Morses Line. Pour ce faire, le gouvernement du Canada acquiert la ferme Hill. Il démolit le magasin et la grange, et déplace deux maisons en les éloignant de la frontière. L'une d'entre elles, servant à héberger des ouvriers forestiers, avait déjà été déplacée depuis la ferme jusqu'à la frontière par le gouvernement américain, qui y soupçonnait des activités de contrebande.

### Modernisation des installations

#### Douane américaine
Dans la foulée des attentats du 11 septembre 2001 et avec l'« angoisse sécuritaire » qui s'est ensuivie, le gouvernement américain projette le renforcement des contrôles frontaliers via un programme de rénovation des postes de douane. En 2009, par crainte que son caractère rudimentaire et vétuste ne favorise l'introduction de biens pouvant menacer la sécurité des États-Unis, le poste de Morses Line est l'un des premiers visés par le programme. Bien que le poste ne contrôle quotidiennement que quelques passages, il est proposé de remplacer la petite maison de brique et son carport par une installation moderne occupant 4,9 acres (2 ha). 

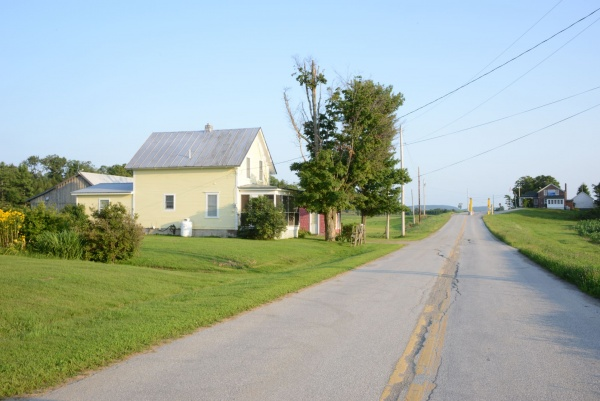
La maison Rainville, située entre les deux postes de douane.

Pour ce faire, le gouvernement américain offre à la famille Rainville, les fermiers propriétaires du site visé pour le nouveau port d'entrée, un prix « dérisoire » pour une partie de leurs terres, sans quoi ils risquent l'expropriation,. Les Rainville refusent l'offre, arguant que la perte d'une telle superficie cultivable menace la rentabilité de leur ferme. Le sénateur Patrick Leahy appuie leur résistance, réclamant carrément la fermeture du point de passage. L'idée séduit Janet Napolitano, secrétaire du département de la Sécurité intérieure, qui propose la fermeture définitive du poste en 2011,. 
Les communautés des deux côtés de la frontière maintiennent des liens économiques et familiaux malgré le durcissement des contrôles ; elles s'opposent donc à la fermeture,. Le passage du Canada aux États-Unis est maintenu ouvert avec le bâtiment originel, et la « historic barn and farmhouse » (« ferme historique ») de la famille Rainville, établie entre les deux postes de douane, demeure l'un des derniers témoins du hameau de Morses Line.

#### Douane canadienne
La reconstruction du poste canadien est annoncée en 2014. Alors que le poste frontalier compte moins de 22 000 passages l'année précédente, la petite guérite de bois est tout de même remplacée au coût de 2,5 M$ par un imposant bâtiment en acier fabriqué à Kingston (Ontario) puis assemblé sur place. Le bâtiment est similaire à un garage. Les lieux sont sécurisés par des caméras puissantes et des barrières infranchissables. 
Le poste de douane est équipé d'un système de télécommunication permettant à un douanier d'opérer à distance, à titre de projet-pilote. Le service de télé-douane permet de garder la liaison ouverte en tous temps. Toutefois, les heures de service de télé-douane sont réduites en 2018 en raison de la faible fréquentation. Le service de traitement à distance est totalement suspendu en 2020 en raison de la baisse du trafic international causée par la pandémie de COVID-19.